# Какіно
Ка́кіно (рос. Какино) — село Гагінського району Нижньогородської області на території Росії.

## Згадки у кіно
У фільмі ДМБ-002, в його першій частині "Капустіс-72", згадується село Какіно. Неподалік цього села, за сценарієм фільму, було втрачено дві ядерні боєголовки російськими військовослужбовцями строкової служби та їхнім прапорщиком.

## Часовий пояс
| Росія | Це незавершена стаття з географії Росії. Ви можете допомогти проєкту, виправивши або дописавши її. |